# بللسمر
بللسمر منطقه‌ای زیبا در استان عسیر جنوب غربی عربستان سعودی است که به علت آب‌وهوای خوب گردشگران زیادی را به خود جذب می‌کند.
بللسمر یکی از مراکز منطقه عسیر است که در شمال مرکز بللحمر و در فاصله ۱۱۰ کیلومتری شمال شهر أبها قرار دارد. در بللسمر، ادارات دولتی، بیمارستان عمومی، مرکز دفاع شهری، دادگاه، سردفتر اسناد رسمی، شهرداری، پاسگاه پلیس، اداره ترافیک، زندان عمومی، اداره پست، اداره آموزش دختران، اداره آموزش و پرورش وجود دارد. ، یک دفتر آبرسانی، یک شعبه وزارت کشاورزی و آب، یک مرکز هلال احمر، یک شعبه بانک توسعه کشاورزی، یک اداره خانه های بهداشت، یک اداره اوقاف، وکالت و ارشاد و یک مرکز امر به معروف و نهی از منکر و شعبه ای از بانک های الرجحی و الاهلی و عربی نیز موجود است. جمعیت این مرکز ۱۰۷۷۸ نفر است.

## آثار باستانی
در منطقه بللسمر، وادی عیاء وجود دارد که به دلیل سرسبزی و جویبارهای آب پراکنده در آن، شامل کاخ های باستانی ساخته شده از واقعیت طبیعت است: سنگ، چوب، و خاک رس مقاوم در هر شرایطی برای آنها، دژهای محکمی محسوب می‌شوند.

## محصولات کشاورزی
بللسمر یک منطقه کشاورزی درجه یک در نظر گرفته می شود، زیرا گندم و قهوه در آن تولید می‌شود که در دو بازار معروف بللسمر به فروش می رسد. به دلیل شکل و تفاوت زمین، محصولات مختلفی مانند گندم، جو، ذرت، عدس، میوه و سبزیجات در آنجا کشت می شود و در بازارهای محلی و به طور کلی منطقه و دره سبز به بازار عرضه می شود.

## گردشگری در بللسمر
از جمله مهم ترین پارک ها:
1. وادی عیاء
2. وادی خضّار در دشت بللسمر واقع شده و به دلیل ویژگی وسعت و بارندگی فراوان در دو فصل تابستان و پاییز در آن گردشها و سفرهای زمینی فراوانی وجود دارد.
3. پارک‌ها و منظره‌های طبیعی: در مرکز منطقه مرتفع ترین کوه، بللسمر را در بر می گیرد و با کوه ها و قله های سر به فلک کشیده اش که ابرها را در منظره ای خیره کننده در آغوش گرفته اند متمایز می شود.
4. پارک و منظره الحوراء: منظره ای که بالاتر از بقیه کوه های اطراف است و مشرف به دشت های مرکز تیهاما، بللسمر و بللحمر، تهامه است و در شمال شرقی آل عثمان قرار دارد.
5. پارک شعف آل خریم: مشرف به دامنه های تهامه است که با سرمای شدید و دمای بسیار پایین در فصل زمستان، مه غلیظ، طبیعت خیره کننده و درختان انبوه عرعر مشخص می شود.
6. پارک حضوه: این پارک در نزدیکی بللسمر و در حدود ۷ کیلومتری آن واقع شده است و ویژگی آن جنگل های انبوهی است که به طول پنج کیلومتر امتداد دارند.
7. پارک الجاضع: این پارک در جنوب بللسمر است و در فاصله ۶ کیلومتری از مرکز بللسمر قرار دارد، این کوه همیشه پوشیده از سبزه های سبز است و به درختان عرعر مشرف است از سمت شرق و از غرب به دشت تهامه بللسمر و کوه های ضرم و هادا مشرف است که منظره‌ای جذاب بین دشت و کوه است.